# Saprosma hainanensis
Saprosma hainanensis là một loài thực vật có hoa trong họ Thiến thảo. Loài này được Merr. miêu tả khoa học đầu tiên năm 1930.